# Ortalion
Ortalion – tkanina z włókna poliamid-6 (znanego jako nylon-6) wykorzystywana do szycia odzieży wierzchniej: kurtek i płaszczy, a także używana do celów dekoracyjnych. Jest nieprzepuszczalna oraz chroni przed wiatrem i zimnem. Nazwa jest znakiem towarowym używanym na terenie Włoch przez niemiecką firmę Bemberg.
Materiał został wspomniany w piosence zespołu Perfect Chcemy być sobą, a także piosenkach Taco Hemingwaya "35" i “Ortalion”.

## Płaszcze ortalionowe
W latach 60. XX wieku modne stały się, szyte z tej syntetycznej tkaniny, płaszcze o sportowym kroju bez podszewki. Były praktyczne dzięki możliwości złożenia w niewielką kostkę. Nieprzemakalne i nieprzepuszczające powietrza, na ogół w kolorze granatowym i szarym (rzadziej zielonym i brązowym). W ówczesnej Polsce były znamieniem elegancji i symbolem zachodniego luksusu. Początkowo sprowadzano je prywatnie (i przemycano) z Włoch, później były masowo produkowane przez krajowe fabryki, przez co zamieniły się w rodzaj uniformu Polaków lat sześćdziesiątych. W 1968 r. ocieplane płaszcze z ortalionu oficjalnie wprowadzono do umundurowania ludowego Wojska Polskiego.
Miarą popularności tego płaszcza było wykorzystanie go jako tematu filmu Ortalionowy dziadek (w reż. Juliana Dziedziny) z 1968 roku.  W sztuce współczesnej utrwalony został w rzeźbie łódzkiej fontanny ulicznej pod nazwą Kochankowie z ulicy Kamiennej, poświęconej Agnieszce Osieckiej (2004).